# Império da Britânia
O Império da Britânia ou Império Britânico foi um fugaz estado rebelde formado por uma dissidência do Império Romano no período romano tardio. Criado como resultado da revolta do almirante romano Caráusio, terminou quando o sucessor dele, que também lhe usurpara o trono, Aleto, foi derrotado pelo imperador romano Constâncio Cloro em 296.